# Dècada del 1180

## Esdeveniments
- Expulsió de tots els jueus de París
- Persecució dels grups acusats d'heretgia, com els càtars
- Tercera Croada
- Traducció de l'Almagest de Ptolemeu, obra cabdal de l'astronomia, de l'àrab al llatí
- Aparició del kogge, un vaixell amb una capacitat de càrrega molt superior als seus predecessors

## Personatges destacats
- Averrois
- Saladí
- Ricard Cor de Lleó
- Chrétien de Troyes